# مانگا (کوکولوگو)

مانگا شهری در شهرستان کوکولوگو در استان بولکیمده در بورکینافاسوی غربی مرکزی است جمعیت آن ۱۹۹۱ نفر است.